# Robert Willner
Pour les articles homonymes, voir Wilner, Alfred Maria Willner et Hal Willner.
Robert E. Willner (21 juin 1929 - 15 avril 1995) est un médecin américain connu pour son rôle dans la controverse sur le sida. Il défend l’opinion selon laquelle le SIDA n’est pas causé par l’infection du VIH.

## Biographie
Willner se décrit lui-même comme un médecin qui a été d'abord « orthodoxe » puis passe lentement à la médecine alternative, en particulier après le combat de sa femme affectée d'un cancer qui sera traitée par une chimiothérapie.
En 1995, Willner affirme : « Je suis convaincu que vous pouvez prévenir beaucoup de maladies par une alimentation appropriée, un changement de mode de vie, un nettoyage de l'organisme. ».
L'état de Floride suspend sa licence médicale en 1990 à la suite d’une décision du Florida Board of Medicine selon laquelle Willner aurait utilisé des affirmations inappropriées d'ordre médical pour des produits alimentaires.
Willner est l’auteur d’un livre présentant son point de vue sur la relation entre le VIH et le sida, intitulé "tromperie mortifère : la preuve absolue que les relations sexuelles et le virus de l'immunodéficience humaine (HIV) ne sont pas la cause du sida." (« Deadly Deception: the Proof That Sex And HIV Absolutely Do Not Cause AID »).
Son livre a été publié peu de temps après que sa licence médicale lui ait été retirée pour, entre autres choses, le traitement d’un patient atteint du sida par l'ozonothérapie.
En 1993, en Espagne, devant les caméras de la télévision, il s'injecte du sang d'un patient séropositif (Pedro Tocino) ce qui lui  permet d'avoir une large exposition médiatique. Lors de la même intervention, il va accuser de génocide le Dr Anthony Fauci, alors directeur de l'Institut national des allergies et maladies infectieuses (NIAID) du NIH.
Le mois suivant, le 28 octobre 1994, lors d’une conférence de presse dans un hôtel Greensboro, en Caroline du Nord, Willner réitère le coup médiatique opéré en Espagne.
Willner a été fortement influencé par les recherches de Peter Duesberg.
Il est également l'auteur de livres sur l'acupression , technique manuelle de la médecine traditionnelle chinoise, et sur les régimes amaigrissants.
Willner décéde le 15 avril 1995 d’une crise cardiaque .

## Publications
- Acupressure: Confidential report, 1979
- The Pleasure Principle Diet: How to Lose Weight Permanently, Eating the Foods You Love (Simon & Schuster, 1984)
- Deadly Deception: The Proof That Sex And HIV Absolutely Do Not Cause AIDS. (Peltec Publishing Company Inc, 1994).  (ISBN 978-0-9642316-1-0)
- The Cancer Solution (Peltec Pub Co, 1994)